# Mihail Vasziljevics Pletnyov
Mihail Vasziljevics Pletnyov (oroszul Михаил Васильевич Плетнёв; Arhangelszk, 1957. április 14. –) szovjet-orosz zongoraművész, karmester, zeneszerző.

## Élete, munkássága
Mihail Pletnyov a Szovjetunióban, Arhangelszk városában született 1957. április 14-én. Apja bajanon (harmonika) játszott és tanította is a hangszert, anyja zongorista volt. Először a kazanyi konzervatórium zeneiskolájában Kira Saskinánál, majd tizenhárom éves korától a moszkvai központi zeneiskolában, Jevgenyij Tyimakin irányításával tanult. 1974-től a Moszkvai Állami Csajkovszkij Konzervatóriumban folytatta tanulmányait Jakov Flier és Lev Vlaszenko osztályában. 1978-ban, 21 évesen megnyerte a VI. Csajkovszkij Nemzetközi Versenyt, ami ráirányította a nemzetközi sajtó figyelmét az ifjú zongoravirtuózra. Ennek következtében a következő évben bemutatkozhatott az Egyesült Államokban, de a Szovjetunió afganisztáni bevonulása miatt a nemzetközi kulturális kapcsolatok leálltak, emiatt karrierje kibontakozása is késedelmet szenvedett.
1990-ben – Mihail Gorbacsov támogatásával – megalapította az Orosz Nemzeti Zenekart, 1917 óta az első nem állam által támogatott zenekart, aminek természetesen első karmestere lett. Az 1990-es évek végén karmesterként távozott a zenekartól, de a művészeti vezető státuszt megtartotta. A zenekarral számos felvételt készített a Deutsche Grammophon és a Pentatone kiadónál, de más hanglemezcégekkel (Virgin, Melogyija, Philips, Erato, Decca stb.) is dolgozott. Felvételei elsősorban orosz szerzők műveiből állnak, de 2007-ben felvette Beethoven minden szimfóniáját is. A Csajkovszkij 1. szimfóniáját tartalmazó hangfelvétele komoly kritikai elismerést kapott. Zongora-repertoárja széles, Domenico Scarlatti szonátáitól, Csajkovszkij Évszakokján keresztül az Egy kiállítás képeiig (Muszorgszkij) terjed, emellett számos mű, például A diótörő és a Csipkerózsika zongoraátiratát is elkészítette. Saját szerzeményei között zenekari művek, versenyművek és szólódarabok vannak.
Pletnyovot 2010 júliusában a thaiföldi hatóságok letartóztatták pedofília vádjával. A zenész tagadta a vádakat, és csak óvadék ellenében engedték szabadon.. Végül a vádakat szeptember 28-án visszavonták. Ezt követően Pletnyov folytatta koncertjeit, 2020 januárjában például Budapesten is fellépett (először 1987-ben járt a fővárosban).

## Díjai, elismerései
- 1973 – A Párizsi Nemzetközi Ifjúsági Zongoraverseny nagydíja
- 1977 – A Leningrádi Szövetségi Zongoraverseny első díja
- 1978 – Első díj a moszkvai Csajkovszkij Nemzetközi Versenyen
- 1978 – A Lenini Komszomol díja
- 1982 – Az Orosz Föderáció Glinka állami díja
- 1989 – Az Orosz Föderáció népművésze
- 1995 – Az Orosz Föderáció Állami díja
- 1997 – A Hazáért érdemrend 4. fokozata
- 1999 – Az Echo Klassik díja Szkrjabin-lemezéért
- 2002 – Az Orosz Föderáció Állami díja
- 2005 – Grammy-díj Martha Argerich-csel közös kamarazenei felvételéért
- 2005 – Európai karmesterdíj
- 2005 – Triumf-díj
- 2006 – Az Orosz Föderáció Állami díja
- 2007 – A Hazáért érdemrend 3. fokozata

## Felvételei
Válogatás az AllMusic listájáról.
| Megjelenés | Tartalom                                                                                    | Közreműködők                                                              | Kiadó               |
| ---------- | ------------------------------------------------------------------------------------------- | ------------------------------------------------------------------------- | ------------------- |
| 1988       | Rachmaninov: 1. zongoraverseny, Rapszódia egy Paganini-témára                               | Philharmonia Orchestra, vez.: Libor Pešek                                 | Virgin              |
| 1990       | Csajkovszkij: Zongoradarabok                                                                |                                                                           | Melogyija           |
| 1991       | Muszorgszkij: Egy kiállítás képei, Csajkovszkij: Csipkerózsika – zongora-átiratok           |                                                                           | Virgin              |
| 1991       | Csajkovszkij: 1. zongoraverseny, Koncertfantázia                                            | The Philharmonia, vez.: Vlagyimir Fedoszejev                              | Virgin              |
| 1991       | Csajkovszkij: 2. és 3. zongoraverseny                                                       | The Philharmonia, vez.: Vlagyimir Fedoszejev                              | Virgin              |
| 1994       | Csajkovszkij: Az évszakok, Hat zongoradarab                                                 |                                                                           | Virgin              |
| 1995       | Domenico Scarlatti: Zongoraszonáták                                                         |                                                                           | Virgin              |
| 1996       | Beethoven: Zongoraszonáták                                                                  |                                                                           | Virgin              |
| 1998       | Csajkovszkij-, Ljadov- és Rachmaninov-művek                                                 | Orosz Nemzeti Zenekar                                                     | Deutsche Grammophon |
| 1999       | Hommage à Rachmaninov; Rachmaninov, Beethoven, Chopin, Mendelssohn zongoradarabok           |                                                                           | Deutsche Grammophon |
| 2004       | Szergej Tanyejev: Egy zsoltár olvasása                                                      | Orosz Nemzeti Zenekar, Szentpétervári Állami Kamarakórus, Glinka Fiúkórus | Pentatone           |
| 2006       | Sosztakovics: 11. szimfónia                                                                 | Orosz Nemzeti Zenekar                                                     | Pentatone           |
| 2009       | Sosztakovics: Hamlet, 15. szimfónia                                                         | Orosz Nemzeti Zenekar                                                     | Pentatone           |
| 2010       | Csajkovszkij: 1. szimfónia, Szláv induló, Nyitányfantázia                                   | Orosz Nemzeti Zenekar                                                     | Deutsche Grammophon |
| 2010       | Rimszkij-Korszakov: Zenekari szvitek                                                        | Orosz Nemzeti Zenekar                                                     | Pentatone           |
| 2011       | Csajkovszkij: 4. szimfónia, Rómeó és Júlia nyitányfantázia                                  | Orosz Nemzeti Zenekar                                                     | Pentatone           |
| 2011       | Csajkovszkij: 6. szimfónia, Olasz capriccio                                                 | Orosz Nemzeti Zenekar                                                     | Pentatone           |
| 2011       | Rachmaninov: 1–3. szimfónia és más darabok, Szergej Tanyejev: Damaszkuszi János             | Orosz Nemzeti Zenekar                                                     | Deutsche Grammophon |
| 2011       | Beethoven: 5. és 7. szimfónia                                                               | Orosz Nemzeti Zenekar                                                     | Deutsche Grammophon |
| 2012       | Carl Philipp Emanuel Bach: Zongoraszonáták, Andante con tenerezza, Három rondó              |                                                                           | Deutsche Grammophon |
| 2012       | Csajkovszkij: 1. szimfónia, Szláv induló                                                    | Orosz Nemzeti Zenekar                                                     | Pentatone           |
| 2012       | Csajkovszkij: 2. szimfónia                                                                  | Orosz Nemzeti Zenekar                                                     | Pentatone           |
| 2012       | Csajkovszkij: 3. szimfónia, Koronázási induló                                               | Orosz Nemzeti Zenekar                                                     | Pentatone           |
| 2012       | Beethoven: 2. és 4. szimfónia                                                               | Orosz Nemzeti Zenekar                                                     | Deutsche Grammophon |
| 2013       | Dvořák: Szláv táncok                                                                        | Orosz Nemzeti Zenekar                                                     | Deutsche Grammophon |
| 2013       | Csajkovszkij: 4. és 6. szimfónia                                                            | Orosz Nemzeti Zenekar                                                     | Deutsche Grammophon |
| 2014       | Csajkovszkij: Manfréd szimfónia                                                             | Orosz Nemzeti Zenekar                                                     | Pentatone           |
| 2015       | Szkrjabin: 1. szimfónia, Le Poème de l'Extase                                               | Orosz Nemzeti Zenekar                                                     | Pentatone           |
| 2015       | Szkrjabin: 3. szimfónia, Le Poème de l'Extase                                               | Orosz Nemzeti Zenekar                                                     | Deutsche Grammophon |
| 2016       | Csajkovszkij: Csipkerózsika                                                                 | Orosz Nemzeti Zenekar                                                     | Deutsche Grammophon |
| 2016       | Mikhail Pletnev Live at Carnegie Hall; Bach, Balakirev, Beethoven, Chopin stb. zongoraművek |                                                                           | Deutsche Grammophon |
| 2016       | Mozart, Beethoven: Klarinétversenyek                                                        | Michael Collins, Orosz Nemzeti Zenekar                                    | Deutsche Grammophon |
| 2018       | Sosztakovics: 4. és 10. szimfónia                                                           | Orosz Nemzeti Zenekar                                                     | Pentatone           |

## Fordítás
Ez a szócikk részben vagy egészben  a   Mikhail Pletnev című angol Wikipédia-szócikk fordításán alapul.  Az eredeti cikk szerkesztőit annak laptörténete sorolja fel. Ez a jelzés csupán a megfogalmazás eredetét és a szerzői jogokat jelzi, nem szolgál a cikkben szereplő információk forrásmegjelöléseként.